# Únik zemního plynu v Los Angeles

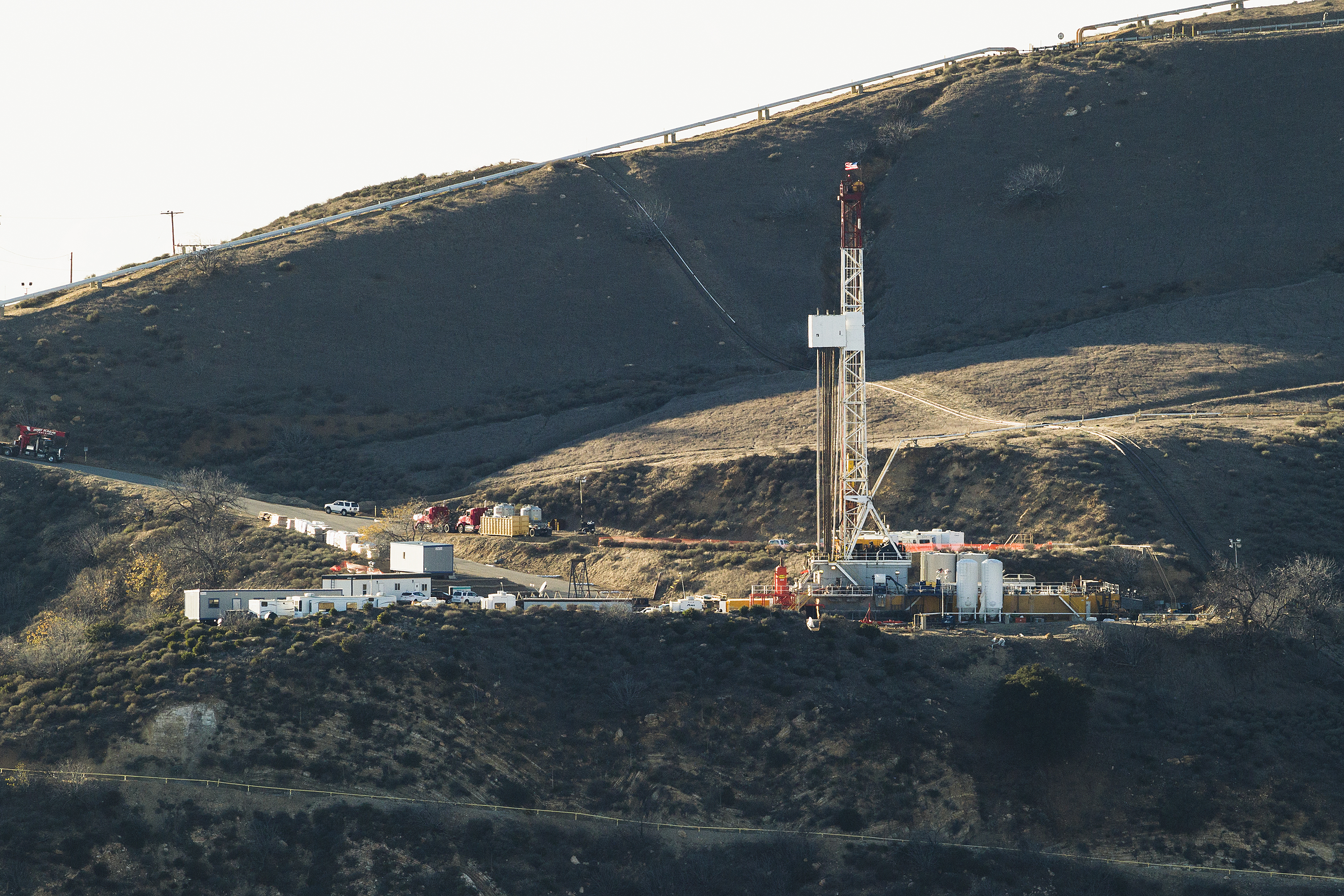
Místo úniku plynu v Aliso Canyon

K úniku zemního plynu z podzemního úložiště na předměstí Los Angeles na západě Spojených států docházelo od října 2015 do února 2016. Denně z úložiště unikalo 1200 tun plynu. Plynařské firmě Southern California Gas Company se až po téměř čtyřech měsících podařilo únik plynu zastavit. 
Obyvatelé si stěžovali na dýchací potíže a nevolnost, z oblasti tak bylo evakuováno více než dva tisíce rodin, tedy přes 10 tisíc lidí.
Podle odhadů ekonomů může odstranění havárie a náklady na soudní spory plynařskou firmu stát až několik miliard dolarů. V srpnu 2018 bylo rozhodnuto, že má společnost zaplatit vypořádání ve výši 119,5 milionu dolarů.

## Vývoj událostí
Zemní plyn začal unikat 23. října 2015. Do 25. prosince 2015 bylo evakuováno přes dva tisíce rodin.
Dne 6. ledna 2016 guvernér Jerry Brown vyhlásil na předměstí Porter Ranch stav ohrožení. Apeloval na využití všech dostupných prostředků, které zamezí dalšímu úniku plynu. Poškozené potrubí vedlo plyn do zásobníku, který se nachází více než 150 metrů pod zemí.
Dne 13. února 2016 se podařilo únik plynu zastavit.

## Dopady na kvalitu ovzduší
Zemní plyn je tvořen zejména metanem, který patří k nejvýznamnějším skleníkovým plynům. Obsahuje dále oxid uhličitý a také silně zapáchající merkaptany a metylmerkaptany. Denně unikalo z úložiště 1200 tun plynu.